# Los ratones campesinos
Los ratones campesinos es un cuento de fábula del escritor, periodista y empresario uruguayo Constancio C. Vigil (Rocha, Uruguay; 4 de septiembre de 1876 - Buenos Aires; 24 de septiembre de 1954) publicado por primera vez como libro independiente por la Editorial Atlántida en 1941. Este trata sobre las correrías y desventuras de una pareja de ratones de campo y sus costumbres.
Editorial Atlántida realizó varias ediciones del libro, de las cuales la gran mayoría de ellas fueron ilustradas por el casi omnipresente artista en las narraciones vigilianas, Federico Ribas. En 1948 la obra ya llevaba un total de 30.000 ejemplares vendidos en tres ediciones, saliendo a la luz ese mismo año una cuarta edición con 20.000 ejemplares. Años más tarde en la década de 1970 conjuntamente con los otros cuentos infantiles del mismo autor, Atlántida editó una nueva tirada de Los ratones campesinos con un formato más amplio del libro en tapa dura, con ilustraciones  de Raúl Stevano.

## Resumen
La fábula trata sobre la vida del matrimonio Trotemenudo, una pareja de ratones de campo que deben abandonar su madriguera debido a que al lado de ellos se ha instalado un hormiguero haciéndoles la convivencia imposible. Cavan una nueva cueva en la tierra por debajo de un árbol caído y al poco tiempo nacen sus cinco hijos. En la búsqueda por lasupervivencia los ratonessuelen salir de noche y ocultarse ante el menor peligro de ser descubiertos por algún felino o ave de rapiña. A la vez, en la búsqueda por procurarse alimento y ante la imposibilidad de hallar granos, fruta, pan o queso, los ratones suelen comer pequeños pichones que anidan en algún árbol. En esa continua lucha por la supervivencia del más fuerte y el debate de comer o ser comidos, es que un pajarillo que pierde su cría en manos de los ratones, les vaticina su t`ragico final una y otra vez con la repetitiva frase "lo que hiciste con mis hijos harán también con los tuyos".
Al haberse descuidado uno de los hijos de los Trotemenudo subiendo a un árbol en busca de alimento, y habiendo sido descubierto por un feróz benteveo, el ratoncillo pasa inmediatamente a ser devorado por el ave. Sale luego el padre en busca del pequeño y otro benteveo le da caza. Tras ello es la ratona quien va tras su marido no correindo con mejor suerte. Una bandada de benteveos va devorando a cada uno de los ratones que se asoman de la cueva hasta que esta queda vacía y pasa a ser ocupada mucho tiempo después, por un  grillo que alegraba con su música las noches ignorando por completo el trágico final de los antiguos habitantes de esa morada.

### Caracterización de los personajes
Los ratones campesinos son presentados estéticamente como ratones antropomorfos ataviados con ropa de campo como bombachas de campo, alpargatas, polleras y pañuelos al cuello. A la vez se los ve frecuentemente de manera social bebiendo mate, en un entorno estética y culturalmente identificable con las costumbres rioplatenses.

## Críticas
No obstante que el cuento tuvo gran popularidad en su momento y contó con diversas ediciones por más de tres décadas, este fue criticado por su terrible final donde Vigil habría hecho una vez más uso de un mensaje algo represor sobre la libertad y la iniciativa de los protagonistas, lo cual también se vería en El mono relojero y en Los chanchín.